# Skæggerød
Skæggerød (dansk) eller Scheggerott (tysk) er en landsby og kommune beliggende cirka 7 kilometer vest for købstaden Kappel og få kilometer øst for Sønder Brarup i Angel i Sydslesvig. Administrativt hører kommunen under Slesvig-Flensborg kreds i den tyske delstat Slesvig-Holsten. Kommunen har ca. 373 indbyggere og samarbejder på administrativt plan med andre kommuner i omegnen i Sønder Brarup kommuneforbund (Amt Süderbrarup). I kirkelig henseende hører Skæggerød under Nørre Brarup Sogn. Sognet lå i Strukstrup Herred (Gottorp Amt, Slesvig), da området tilhørte Danmark.
Skæggerød er stationsby på museumsbanen mellem Kappel og Sønder Brarup. Den sydslesvigske by er landbrugspræget med flere landbrugsbedrifter.

## Geografi
Kommunen er beliggende i et let kuperet morænelandskab i det østlige Angel. Den højeste punkt er med 42 m den øst for landsbyen beliggende Østerbjerg (Osterberg). Jorderne er frugtbare. Markerne er ofte adskilt gennem levende hegn (på tysk knick). Øst for Skæggerød ligger der med Brarup Skov større skovstrækninger. Øst for landsbyen ligger Lyskærsøen (Lyskjaersee). Søen, der også omtales som Iskærsø (Iskjörsee), er et afløbsløst dødishul fra Weichsel-istiden. Skæggerød gennemskæres af Skæggerød Å, som skiller landsbyen i en ovre og nedre del. Kommuneområdet omfatter ved siden af Skæggerød også Brarupskov (Brarupholz), Dirnskov el. Degneskov (Diernschau), Skærgerødmark (Scheggerottfeld) og Skæggerødstam (Scheggerottstamm) samt Valakiet (Walachei). Bondsdam strækker sig over både Vogsrød og Skæggerød kommuner.
I nord grænser kommunen til Bleg (Blick), Hye samt Brunsholm i Eskeris Sogn, i øst grænser kommunen til Ørsbjerg og Tøstrup Sogn, i syd til Ravnkær og i vest til Pommerholm og Vogsrød.

## Historie
Skæggerød er første gang nævnt i jordebogen 1231. Stednavnet er sammensat af personnavnet Skagge (sml. skæg) og -rød. Skæggerød var i middelalderen i kongens eje. Senere kom enkelte gårde under godserne Dollerød, Runtoft, Tøstrupgård og Ulsnæs Fogderi. Den tidligere kro med høkeri er fra 1750. Den lokale skole blev bygget i 1822. Skolesproget var i årene 1851 til 1864 dansk. 1897 fik landsbyen et mejeri, i 1905 kom en postfilial til. I 1978 blev Brarupskov indlemmet. Der et frivilligt brandværn i Skæggerød.
Den spredte landsby Brarupskov ligger i grænseområdet mellem Ny og Strukstrup Herred. Stednavnet er første gang nævnt 1542 (SjJySkJB). Navnet Dirnskov (Degnskov) henføres til ga.da. digher (≈stor, sml. oldn. digr). Stednavnet beskriver altså et større skovområde, hvilket passer godt på stedet som ligger ved Brarupskov.

## Kendte
Den slesvigske maler Heinrich Heinrichsen (Hinriksen) (1832-1925) boede siden 1889 i Skæggerød. Også familien til den den dansk-slesvigske politiker og journalist Gustav Johannsen kom fra Skæggerød.